# UCI Continental Team
UCI Continental Teams (dt.: Kontinentale Mannschaften, oder kurz KT-Mannschaften) sind internationale Radsportteams, die eine Stufe unter den UCI ProTeams und den UCI WorldTeams stehen und die an den Straßenradrennen der UCI Continental Circuits (UCI Africa Tour, UCI America Tour, UCI Asia Tour, UCI Europe Tour, UCI Oceania Tour) und der UCI ProSeries teilnehmen.
Die Teamkategorie UCI Continental Team wurde im Jahr 2005 im Zuge der Einführung der UCI ProTour als dritte Kategorie der durch den Weltradsportverband UCI registrierten Straßenradmannschaften nach den UCI WorldTeams und den UCI ProTeams (bis Saisonende 2019: UCI Professional Continental Teams) geschaffen und entspricht damit etwa der vorigen Kategorie GS3 bzw. TT3 (Groupe Sportif 3 bzw. Trade Team 3).
Zur Saison 2018 wurden durch die UCI 172 Continental Teams registriert.

## Identität und Name
Ein UCI Continental Team besteht aus dem Repräsentanten des Teams, den Sponsoren, den Radrennfahrern und den anderen Beschäftigten des Teams (Manager, Trainer, Teamarzt, Soigneur, Mechaniker etc.). Bis zu drei Sponsoren haben den Status als Hauptpartner.
Der Name eines UCI Continental Teams ist der Name oder die Marke einer oder mehrerer Hauptpartner. Der Teamname ändert sich also bei einem Wechsel der Sponsoren und kann auch ganz oder zum Teil zum Namen eines anderen Teams werden.

## Fahrer
Die Fahrer der UCI Continental Teams sind wie die Fahrer der beiden nächsthöheren Teamkategorien an die Teams vertraglich gebunden, aber nicht notwendigerweise Berufssportler, da es insbesondere kein durch die UCI festgelegtes Mindesteinkommen gibt. Die nationalen Verbände können den Teams ihrer Nationalität professionellen Status geben. Eine vertragliche Vergütung – auch auf professionellem Niveau – darf aber vereinbart werden.
Die Mindestanzahl von Fahrern je UCI Continental Team beträgt 8, die Höchstanzahl 16. Dazu kann das Team bis zu 4 weitere Spezialisten aus anderen Radsport-Ausdauerdisziplinen, also den Ausdauerwettbewerben des Bahnradsports, dem MTB-Cross-Country und dem Radcross verpflichten. Diese Spezialisten müssen in der letzten Saison unter den besten 150 der jeweiligen UCI-Weltrangliste platziert gewesen sein.
Darüber hinaus kann ein UCI Continental Team ab dem 1. August eines jeden Jahres bis zu drei Fahrer als Stagiaires vertraglich der Altersklasse U23 verpflichten.

## Lizenzierung und Nationalität
Ein UCI Continental Team hat die Nationalität der Mehrheit seiner Fahrer und ist über den entsprechenden nationalen Radsportverband zu lizenzieren. Jeder nationale Verband darf maximal 15 UCI Continental Teams lizenzieren, überwacht die UCI-Mindestanforderungen (insbesondere Fahrerverträge und Bankgarantie) und darf weitere Anforderungen zur Voraussetzung der Lizenzierung machen. Am Ende dieses Prozesses erfolgt die Registrierung durch die UCI.

## Bedeutung
Die Teamkategorie UCI Continental Team dient primär der Förderung des Nachwuchses und des Radsports außerhalb der Kernländer des Straßenradsports. Zwar bestreiten UCI Continental Teams zum Teil zusammen mit UCI WorldTeams und UCI ProTeams Rennen auf niedrigeren Ebenen, doch sind sie nicht zur Teilnahme an Rennen der UCI WorldTour berechtigt. Als Folge hiervon ist die internationale Wahrnehmung dieser Teams eher beschränkt.

## Development Teams
Mit Beginn der Saison 2020 können Teambetreiber eines WorldTeams oder ProTeams, die ein Continental Team betreiben, dieses bei der UCI als Development Team („Farmteam“) registrieren. Jeweils maximal zwei Fahrer eines solchen Development Teams können für das verbundene World- bzw. ProTeam an einem Rennen der UCI ProSeries teilnehmen, maximal vier an einem Rennen der ersten UCI-Kategorie. Umgekehrt können maximal zwei Fahrer des World- bzw. ProTeams für das Continental Team an Rennen der ersten Kategorie bzw. ein Fahrer an Rennen der zweiten Kategorie teilnehmen.